# Argenis Chávez
Argenis Chávez Frías, né le 3 juillet 1958 à Sabaneta (État de Barinas), est un homme politique vénézuélien. Il est l'un des frères de l'ancien président Hugo Chávez. En octobre 2017, il est élu gouverneur de l'État de Barinas et réélu en novembre 2021, mais démissionne à peine une semaine après sa réélection.

## Biographie
Son père Hugo de los Reyes Chávez, gouverneur de Barinas de 1998 à 2008, désigne alors son fils Argenis comme secrétaire d'État. Puis entre 2008 et 2017, c'est son frère Adán Chávez qui occupe le même poste que leur père. En octobre 2017, lors des élections régionales, Argenis Chávez est élu à son tour à la tête de l'État de Barinas.
En 2008, le député Wilmer Azuaje, alors membre du Parti socialiste unifié du Venezuela, accuse deux frères d'Hugo Chávez dont Argenis d'avoir fait l'acquisition de 17 ranchs dans des conditions douteuses.
Aux élections de novembre 2021, il est réélu gouverneur  avec 37,05 % des voix. Toutefois, le 30 novembre, il démissionne en désignant son successeur Jesús Monsalve, secrétaire général du gouvernement de Barinas, soit en raison de la disqualification de son opposant Freddy Superlano selon les propos du ministère de la Communication et de l'Information, soit parce que ce dernier a dénoncé le scrutin entaché d'irrégularités, poussant Chávez à la démission, selon la presse d'opposition.